# Sous bénéfice d'inventaire
Sous bénéfice d'inventaire est un essai de Marguerite Yourcenar paru en 1962 aux éditions Gallimard.

## Éditions
- Éditions Gallimard, 1962 et 1978  (ISBN 2070272397)